# 頭の中のフィルム
「頭の中のフィルム」（あたまのなかのフィルム）は、日本の男性グループ・BOYS AND MENの楽曲で、22作目のシングル。シングルは2019年5月29日にユニバーサルミュージックのレーベル・Virgin Musicからリリースされた。
ロックバンド・10-FEETのTAKUMAが「卓真」名義で書き下ろした、友情をテーマとしたロック調のナンバーである。メンバーの小林豊が主演した関西テレビの連続ドラマ『ミナミの帝王ZERO』の主題歌であり、TAKUMAがその内容を取り入れて制作した。小林がこの曲のセンターをつとめる。ミュージックビデオの監督は品川ヒロシ。シングルのカップリングに、アニメ『スポンジ・ボブ』のエンディングテーマに起用された「ONE WAY」が含まれる。本作は田中俊介が参加しない9人体制でリリースされて、その後の田中の脱退によって10人組時代の最後のシングルとなった。

## 背景、リリース
前作は2018年9月リリースの『炎・天下奪取』である。通算22作目、メジャー流通は8作目、Virgin Musicからは5作目のシングルとなる。同年12月にキャリア初のベスト・アルバム『ボイメン・ザ・ベスト』をリリースして、2019年1月にグループ史上最大規模となるナゴヤドームでの単独公演『ボイメン名古屋夢まつり 〜ツッパリ町おこしお兄さん最強烈伝〜』を開催した後の、2019年の最初のCDリリースとなる。
2019年3月に、『ミナミの帝王ZERO』に関する情報が公開された。主人公・萬田銀次郎役の小林豊のほかに、本田剛文・辻本達規・吉原雅斗・水野勝・田村侑久・勇翔もこれに出演することが明かされた。同じ月に、田中俊介が体調不良を理由にBOYS AND MENとしてのグループ活動を一部休止することを発表。4月に本作についての情報が公開された際に、これが『ミナミの帝王ZERO』の主題歌であり、田中を除いた9名によるリリースであると発表された。BOYS AND MENの音楽活動は元々は在籍者数十人の中から選抜されたメンバーによるものであった、といった背景などから、デビュー作を含めてインディーズ時代にメンバー全員参加でないシングルをいくつか出しているが、メジャー作品で全員参加でないシングルはこれが初である。
4月8日放送のラジオ番組『BOYS AND MEN 栄第七学園男組』で、「頭の中のフィルム」と、『スポンジ・ボブ』（NHK教育テレビジョン）のエンディングテーマに起用されたカップリング「ONE WAY」をオンエア。BOYS AND MENは4月13日からリリースイベントを開催して、この日に埼玉県越谷市の商業施設でおこなったイベントで、その2曲を初披露した。4月24日にミュージックビデオを公開して、翌25日に主要な音楽配信サイトから、カップリングを含まない「頭の中のフィルム」のみの先行配信を開始した。『ミナミの帝王ZERO』は、26日（25日深夜）から放送された。令和初日となる5月1日に、弟分グループ・祭nine.の日本武道館公演にゲスト出演して、「頭の中のフィルム」を披露した。5月29日にCDシングルと配信シングルがリリースされた。
本作リリースの2週間後に、派生ユニット・誠がユニット単体としては初となるシングル『フォルティシモ＃ff』をインディーズでリリース。BOYS AND MENは秋からホール・ツアー『ボイメン劇場〜令和旗揚げ公演〜』開催、次作『ガッタンゴットンGO!』のリリース発表と、個人での俳優業にシフトした田中が不在の9人体制でグループ活動を続けた。田中はグループ活動から離れた体調不良の詳細を公表して、11月30日に脱退した。BOYS AND MENは結成からその時点までの間で最も長く（3年8か月）続いた10人組の時代が終わり、9人組となって12月に『ガッタンゴットンGO!』をリリースする。

## 制作、音楽性
ユニバーサルミュージックはこの「頭の中のフィルム」が制作された経緯を、「10-FEETの世界観、楽曲に惹かれたBOYS AND MENが、10-FEETのサウンドに自らの思いを乗せたいというところから、10-FEETで作詞・作曲を手がけるTAKUMAへ熱いラブコールを送り、楽曲提供が実現した。」と説明している。TAKUMAは同期のミュージシャンである氣志團からBOYS AND MENについて聞いていたこともあって、このオファーを受諾した。TAKUMAは曲を作るにあたってBOYS AND MENと会うことはなかったが、BOYS AND MENが歌うことを想定して、さらに『ミナミの帝王ZERO』の主題歌であるという発注を受けて、その内容を聞いて曲を書いた。この曲のラストは一人ひとりが「おみゃあさん（お前さん）」「…だて（だよ）」といった強めの名古屋弁で語りかけるセリフパートになっており、この名古屋弁のセリフもTAKUMAが作ったものである。編曲はTAKUMAに加えて、『ボイメン・ザ・ベスト』のリード曲「男気・夢・音頭」の編曲を手掛けたMEGと、「がむしゃらロケンロー」・「進化理論」などを手掛けたSoma Genda（源田爽馬）が共同で担った。TAKUMAはギターでも参加している。
BOYS AND MENにとってロックはあまり歌ってこなかったジャンルであり、「頭の中のフィルム」ははじめてのバンドサウンドへのアプローチとなった。水野勝と辻本達規は映画『クローズ』がきっかけで10-FEETを好きになったといい、水野はこの曲の印象を「10-FEETだからもっとゴリゴリのロックをイメージしていたけど、意外と切ない曲に仕上がっていた」と語っている。そしてメンバーは、出身地の京都に根付いて活動する10-FEETは、名古屋を拠点とするBOYS AND MENが憧れる姿であると語っている。メンバーはレコーディングにおいて、「バンドっぽさを意識した（辻本）」、「いつもより息を多めに入れた（吉原）」、「ディレクターから『歌うというよりはセリフを言うようなつもりで』という指示があった（本田）」など、普段とは違う歌い方を模索した。
歌詞についてメンバーは、「この曲は、過去の思い出は、良い思い出だけではなくて悪い思い出もあり、そういうものを含めて今の自分がある、ということを言っています（水野）」「卓真さんがドラマの内容も聞いて書いて下さって、物語とリンクする部分もあって。ボイメンとしては、仲間へ向けての想いをこの曲を介して歌ってもいます。（小林）」「確信にせまらない表現がところどころに出てくるように、表現をオブラートに包んだ面もある歌詞（辻本）」、「あえてはっきり伝えすぎない歌詞という部分がこの曲にはあると思います（本田）」、といった解説をしている。

## ライブ・パフォーマンス、ミュージックビデオ
ダンスリーダーである平松賢人の提案と振り付けで、この曲は大きく動くダンスを取り入れない、歌うことを中心にしたパフォーマンスをする。BOYS AND MENは基本的に「センター」という概念を持たないが、この曲は小林が「今回は主演ドラマの主題歌って事もあり、がっつりと、ばっちりと、どセンターで歌わせてもらってます」と、自身がセンターであると言及している。ジャケットにも使われる白い学ランが本作の衣装であり、これは「フィルム学ラン」と名付けられている。
BOYS AND MENのオファーにより、品川祐（品川庄司）が品川ヒロシとして監督をつとめた、品川の映画『ドロップ』風のミュージックビデオが作られた。「敵対する不良グループに捕らえられた小林を助けるために、メンバーたちは商店街から河川敷に向かい、大乱闘を繰り広げる。最終的には全員打ちのめされて負けてしまうが、互いに支え合って立ち上がり、笑い合って皆で帰っていく。後日、白い学ラン姿になった彼らが同じ街並みを闊歩する。」というストーリーと、夜の河川敷でフィルム学ラン姿で歌う歌唱パートが織り交ぜられる。撮影は東京都狛江市の河川敷や商店街で行われた。
ラストにさらば青春の光の森田哲矢が登場するほか、BOYS AND MENの弟分であるBOYS AND MEN研究生の北川せつら・松岡拳紀介・佐藤匠、およびBOYS AND MENエリア研究生のメンバーが敵グループの不良役として出演している。

## リリース形態、カップリング
CDシングルは、通常盤・初回限定盤AとBの3種類と、ユニバーサルミュージックのウェブストアで販売される「UNIVERSAL MUSIC STORE限定盤」の3種類（BOYS AND MEN盤・YanKee5盤・誠盤）の、6つの形態でリリースされた。カップリングに「ONE WAY」（全形態）と「夢Chu☆毒」（通常盤・初回限定盤）を含む。初回限定盤Aは、表題曲のミュージック・ビデオなどを収録したDVDが付属する。
「ONE WAY」は、『スポンジ・ボブ』主題歌のオファーを受けて作られた、向井太一の作詞作曲によるミディアムテンポのR&Bナンバーである。向井はこの曲について、「BOYS AND MENの楽曲は元気なイメージだったので、あえて、その真逆を表現できるように作ってみました」とコメントしている。曲は2019年4月からエンディングテーマとして使用され、辻本達規が声優としてゲスト出演した。2020年5月のステイホーム期間に、ミュージックビデオ「『ONE WAY』(テレワークver.)」を制作、公開した。
もう1曲のカップリング「夢Chu☆毒」（むちゅうどく）は、昭和歌謡風のナンバーである。メンバーはこのシングル収録曲の3曲の中で「夢Chu☆毒」が最も自分たちらしい曲だと認めており、これはライブ披露の要望が多い人気の曲となった。『頭の中のフィルム』は、結成時からBOYS AND MENの楽曲プロデュースを担ってきたYUMIKOが収録曲の制作に全く携わっていないはじめてのシングルとなる。

## チャート成績
オリコンチャートで2019年6月10日付けの週間シングルランキングおよび合算シングルランキングで3位にランクイン。同日付けのビルボード・ジャパンのチャートで、Top Singles SalesおよびHot 100で同じく3位にランクインした。両チャートで前作から順位・売上を落としている。年間チャートにおいては、オリコンで61位、ビルボード・ジャパンではTop Single Salesで52位、Hot 100は圏外、という成績である。

## シングル収録トラック

### 通常盤
1. 「頭の中のフィルム」（作詞・作曲: 卓真(10-FEET)、編曲: 卓真(10-FEET)・Soma Genda・MEG） – 4:23
2. 「ONE WAY」（作詞: 向井太一、作曲: 向井太一・CELSIOR COUPE、編曲: CELSIOR COUPE） – 3:09
3. 「夢Chu☆毒」（作詞: 17・miyakei、作曲: 17・原田峻輔・daichi、編曲: 原田峻輔） – 3:59
4. 「頭の中のフィルム -Instrumental-」
5. 「ONE WAY -Instrumental-」
6. 「夢Chu☆毒 -Instrumental-」

### 初回限定盤A
1. 「頭の中のフィルム」
2. 「ONE WAY」
3. 「夢Chu☆毒」

DVD
1. 「頭の中のフィルム -Music Video-」
2. 「頭の中のフィルム -Making of Music Video-」
3. 「頭の中のフィルム -Making of Jacket Photos-」

### 初回限定盤B
1. 「頭の中のフィルム」
2. 「ONE WAY」
3. 「夢Chu☆毒」
4. 「頭の中のフィルム -カラオケver.-」

### UNIVERSAL MUSIC STORE限定盤
1. 「頭の中のフィルム」
2. 「ONE WAY」

クレジット・時間：